# گرابه (استان اشوی‌داشکسیه)
گرابه (به لهستانی: Graby) یک منطقهٔ مسکونی در لهستان است که در گمینا زووتا واقع شده‌است.